# Eugenia dibrachiata
Eugenia dibrachiata är en myrtenväxtart som beskrevs av Mcvaugh. Eugenia dibrachiata ingår i släktet Eugenia och familjen myrtenväxter. Inga underarter finns listade i Catalogue of Life.